# Ralph Carlsson
Ralph Ingemar Carlsson, ursprungligen Karlsson, född 5 mars 1952 i Göteborg, är en svensk skådespelare.
Carlsson utbildades vid Statens scenskola i Stockholm. Han spelade under en lång period på Göteborgs stadsteater. Carlsson har arbetat hos Hagge Geigert på Lisebergsteatern, på Chinateatern i Stockholm och på flera andra scener. Han har medverkat i flera film- och TV-produktioner som bland annat Mitt liv som hund, Den bästa sommaren, De drabbade, Fucking Åmål och Solsidan.

## Filmografi i urval
- 1985 – Mitt liv som hund
- 1986 – Gösta Berlings saga (TV-serie)
- 1989 – Sparvöga (TV-serie)
- 1993 – Konsulten
- 1997 – Glappet (TV-serie)
- 1997 – Rika barn leka bäst
- 1998 – Fucking Åmål
- 1998 – Vita lögner (TV-serie)
- 2000 – Brottsvåg (TV-serie)
- 2000 – Den bästa sommaren
- 2000 – Sleepwalker
- 2001 – Festival
- 2001 – Bekännelsen
- 2001 – Hans och hennes
- 2002 – Bäst i Sverige!
- 2002 – Dieselråttor och sjömansmöss (TV-serie)
- 2002–2006 – Hem till byn (TV-serie)
- 2003 – Solbacken: Avd. E (TV-serie)
- 2003 – De drabbade (TV-serie)
- 2005 – Lasermannen (TV-serie)
- 2005 – Tjenare kungen
- 2005 – Kocken
- 2006 – En fråga om liv och död (TV-serie)
- 2007 – Kid Svensk
- 2009 – Flickan som lekte med elden
- 2011–2019 – Solsidan (TV-serie)
- 2013 – Hundraåringen som klev ut genom fönstret och försvann
- 2016 – Hundraettåringen som smet från notan och försvann
- 2017 – Saknad (TV-serie)
- 2017 – Farang (TV-serie)
- 2017 – Syrror (TV-serie)
- 2017–2019 – Enkelstöten (TV-serie)
- 2020 – Min pappa Marianne
- 2021 – Snöänglar (TV-serie)
- 2025 – The Ugly Stepsister

## Teater

### Roller (ej komplett)
| År   | Roll                              | Produktion                                                          | Regi              | Teater                 |
| ---- | --------------------------------- | ------------------------------------------------------------------- | ----------------- | ---------------------- |
| 1980 |                                   | Så tuktas en argbigga (The Taming of the Shrew) William Shakespeare | Katariina Lahti   | Norrbottensteatern     |
| 2000 | Molvik Pettersson                 | Vildanden Henrik Ibsen                                              | Stefan Larsson    | Dramaten               |
| 2001 |                                   | Albert Speer David Edgar                                            | Jasenko Selimović | Göteborgs stadsteater  |
| 2002 | Ivan Kuzmitj Sjepkin, postmästare | Revisorn Nikolaj Gogol                                              | Wilhelm Carlsson  | Chinateatern           |
| 2005 |                                   | Måsen Anton Tjechov                                                 | Carolina Frände   | Göteborgs stadsteater  |
| 2005 |                                   | Hustruskolan Molière                                                | Daniel Benoin     | Göteborgs stadsteater  |
| 2006 |                                   | Bort från Stockport Simon Stephens                                  | Olof Lindqvist    | Göteborgs stadsteater  |
| 2007 | Simon, slaktare                   | Bröllopsbesvär Stig Larsson efter Stig Dagerman                     | Johan Wahlström   | Göteborgs stadsteater  |
| 2007 |                                   | Romeo och Julia William Shakespeare                                 | Maria Löfgren     | Göteborgs stadsteater  |
| 2008 | Gustav Vasa                       | Mäster Olof August Strindberg                                       | Lennart Hjulström | Stockholms stadsteater |
| 2013 | Simjonov                          | Körsbärsträdgården Anton Tjechov                                    | Eirik Stubø       | Stockholms stadsteater |
| 2015 | Nicola                            | Momo eller Kampen om tiden Michael Ende                             | Allan Svensson    | Stockholms stadsteater |

### Fotnoter
1. 1 2  ”Ralph Carlsson”. Svensk Filmdatabas. http://www.sfi.se/sv/svensk-filmdatabas/Item/?type=PERSON&itemid=165660&ref=%2ftemplates%2fSwedishFilmSearchResult.aspx%3fid%3d1225%26epslanguage%3dsv%26searchword%3dRalph+Carlsson%26type%3dPerson%26match%3dBegin%26page%3d1%26prom%3dFalse. Läst 19 februari 2013.
2. ↑  Niklas Rådström (12 oktober 1980). ”Bländande 'Argbigga'”. Dagens Nyheter:  s. 16. https://arkivet.dn.se/tidning/1980-10-12/279/16. Läst 11 maj 2024.
3. ↑  ”Chinateatern”. Revisorn. Arkiverad från originalet den 24 juni 2015. https://web.archive.org/web/20150624015559/http://www.chinateatern.se/show/revisorn/. Läst 23 juni 2015.
4. ↑  Göteborgs stadsteater (30 november 2006). ”PRESSMEDDELANDE FRÅN GÖTEBORGS STADSTEATER”. Pressmeddelande.  Läst 1 april 2016.